# Amesbury
Amesbury é uma cidade no condado de Wiltshire, Inglaterra, 13 km ao norte de Salisbury e próxima de  Stonehenge. Foi fundada em 979, no mesmo local que anteriormente abrigara um convento. 
Aparecia em mapas do século XVII como Ambersbury. Alguns acreditam que a cidade tenha sido nomeada em homenagem a Ambrosius Aurelianus, líder da resistência Romano-britânica às invasões saxônicas no século V. Amesbury também é associada à lenda do Rei Artur: o convento ao qual Guinevere se recolheu seria o de Amesbury.
A 1,6 km a oeste da cidade há um forte da Idade do ferro, hoje tomado pela floresta. Este forte é conhecido na região como o "Campo de "Vespasiano" (o general romano, último  a comandar tropas nesta região da Inglaterra). Este sítio nunca foi escavado.
Em 2002, foi descoberto próximo a Amesbury, o mais rico campo funerário da Idade do bronze já encontrado na Grã-Bretanha. Os restos de dois homens, aparentemente pertencentes à aristocracia estavam acompanhados de mais de 100 objetos, incluindo pontas de flechas, facas de cobre e brincos de ouro. O ocupante da tumba mais ricamente decorada passou a ser conhecido como o "Arqueiro de Amesbury" (Amesbury Archer). A imprensa local também o chamou de "Rei de Stonehenge", embora não haja nenhuma ligação específica desse túmulo com o monumento pré-histórico próximo.